# 男性・女性 (1966年の映画)
『男性・女性』（フランス語: Masculin féminin: 15 faits précis）は、1966年のフランス・スウェーデン合作映画。監督はジャン＝リュック・ゴダール。

## 概要
本作のとりあえずの原作は、19世紀の文豪ギ・ド・モーパッサンの短編小説『ポールの恋人』（1881年）と『合図』（1886年）である。「15の明白な真実 15 faits précis」と副題された通りの15のエピソードで、1965年冬のパリの若者の姿をダイレクトに捉える。
映画製作会社「アルゴス・フィルム」を率いる映画プロデューサーのアナトール・ドーマンは、アラン・レネ監督の『二十四時間の情事』（1959年）のヒットを持ち、人類学者で映画監督のジャン・ルーシュとおなじく社会学者のエドガール・モランの共同監督作『ある夏の記録』（1961年）や、ゴダールの『アルファヴィル』（1965年）に多くの啓示を与えたクリス・マルケル監督の『ラ・ジュテ』（1962年）といった作品を手がけたドキュメンタリー/実験映画畑のプロデューサーであった。ゴダールとは本作が初の顔合わせであったが、シネマ・ヴェリテの手法をとりたかったゴダールにはうってつけの人物であった。
さらに助監督として、1918年生まれでゴダールにとっての大先輩である、撮影当時47歳のジャック・バラティエ監督が本作をアシストした。のちに長編ドキュメンタリー映画『想い出のサンジェルマン』（1967年）として結実する、短編ドキュメンタリー映画『Désordre（無秩序）』（1949年）を撮った経験と手腕が必要だったからだ。バラティエは本作が撮影に入る1965年、『女と男のいる舗道』（1962年）の助監督だったベルナール・トゥブラン＝ミシェルと共同監督で『L'Or du duc（公爵の黄金）』を撮ったばかりで、同作の20歳違いの監督ふたりが、豪華すぎる助監督として『男性・女性』の演出まわりを固めた。
これまで『アルファヴィル』や『気狂いピエロ』に脇役として出演し、助監督も兼務していたジャン＝ピエール・レオが初めて主演した。
本作はスウェーデンとフランスの合作で、若者の文化と意識の問題を扱うのに、スウェーデン映画界の協力は必須であった。戦前からのスウェーデン映画を支えたスヴェンスク・フィルムインドゥストリ社とサンドリュース社は、当時、性先進国としていわゆる「スウェーデン・ポルノ」も製作していた。ゴダールとアンナ・カリーナが1964年に設立した製作会社「アヌーシュカ・フィルム」にとっての第3作であり、初めての合作映画であった。また「アヌーシュカ・フィルム」社は、ジャン・ユスターシュ監督に本作『男性・女性』の未使用フィルムを提供し、中篇映画『サンタクロースの眼は青い』（1966年）を製作した。一種のスピンアウト作である。
カメオ出演は多岐にわたる。まず、フランソワーズ・アルディ、ブリジット・バルドーが出演。バルドーといっしょにカフェにいる男役は、新婚早々のゴダールとカリーナがともに映画内映画出演しているアニエス・ヴァルダ監督の『5時から7時までのクレオ』（1961年）のクレオの相手役アントワーヌ・ブルセイエが務めた。地下鉄の中の女役に『はなればなれに』（1964年）のクロード・ブラッスールの叔母役シャンタル・ダルジェ、いっしょにいる男役にモーリタニア系フランス人映画監督のメド・オンド。のちにそろってクロード・シャブロル監督の『女鹿』（1968年）に出ることになるドミニク・ザルディとアンリ・アタルや、本作で俳優デビューし『メイド・インUSA』（1966年）や『ウイークエンド』（1967年）と立て続けにゴダール作品に出演することになるイヴ・アフォンソが出演している。またスウェーデン映画の中の女は歌手のエヴァ＝ブリット・ストランドベルイ、『われらの恋に雨が降る』（1946年）に主演したイングマール・ベルイマン組の常連俳優ビルイェル・マルムステーンが起用されている。
撮影監督のウィリー・クーランはベルギー生まれのカメラマンで、本作に入る直前、マラン・カルミッツの映画監督時代の初期短編をいくつも手がけていた。カルミッツは『5時から7時までのクレオ』でトゥブラン＝ミシェルとともに助監督をつとめていたので、撮影現場で出演者のゴダールとすでに顔をあわせている。カルミッツといえば、奇しくも1979年ゴダールの商業映画への復帰を果たした『勝手に逃げろ/人生』の製作総指揮を執った、のちのMK2グループの総帥である。
本作は、フランスのヌーヴェルヴァーグのアイコン、ジャン＝ピエール・レオを、ロマンティックな若い理想主義者で、売り出し中のポップ・スター、シャンタル・ゴヤ（イエイエガールのマドレーヌ役）を追いかける文字通り「ライオン・ワナビー」な役どころ（ポール役）にキャスティングしている。明らかに違う音楽性（ポールはバッハマニア）と政治学習（ポールはコミュニスト、マドレーヌは無関心）にもかかわらず、ふたりはすぐにロマンティックな間柄になり、マドレーヌのふたりのルームメイト、カトリーヌ（カトリーヌ＝イザベル・デュポール）とエリザベート（マルレーヌ・ジョベール）と4人で同居することになる。
表面上はギ・ド・モーパッサンの2つの作品に基づいているが、ゴダールはぶっつけ本番のルポルタージュと「演出（Mise en scène）」を混ぜ合わせ、若さと性（フランスでは、18歳未満には禁じられた。「真の観客と考えていたのに」とゴダールはぼやいた。そのときベルリン国際映画祭は「若者のためのベストフィルム」と名づけた）の著しく正直な肖像をつくりだそうとした。ゴダールのカメラは、愛とセックスと政治についての一連のシネマ・ヴェリテ・スタイル（vérité-style ）のインタビューにおいて、若い俳優たちを深く探った。
ここで抱いた若い世代への興味が、翌1967年のマオイストでシネフィルの青年ジャン＝ピエール・ゴラン（当時24歳）との出逢いを生み、そして『中国女』（1967年）や『たのしい知識』（1968年）などの若い世代だけのための映画へと発展し、さらには毛沢東主義への思想傾倒へ、シネマ・ヴェリテを旨とした映像製作グループ「ジガ・ヴェルトフ集団」（1968年 - 1972年）の結成へ導くこととなった。
本作からのもっとも有名な引用句は、実際に章間にインサートされたタイトルにあるこのひと言である。「この映画は『マルクスとコカコーラの子どもたち』と呼ばれたい」。
1965年11月22日から12月13日にかけて撮影は行われた。ロケ地はパリとストックホルム。

## 公開
1966年3月22日、フランスで公開された。
同年4月28日、ゴダールが初来日する。ミシェル・ボワロン監督の『OSS117/東京の切札』の撮影のため滞日中のマリナ・ヴラディと会い、次回作の出演を依頼することが目的の一つだった。ゴダールは、日本では公開されていなかった『アルファヴィル』『気狂いピエロ』『男性・女性』の3作のフィルムを持参した。滞在期間中の5月7日、日本フィルムライブラリー助成協議会の主催により、3本のうち『男性・女性』が東京国立近代美術館で上映された。上映会の来会者は日本映画ペンクラブ会員、日本映画監督協会員、日本シナリオ作家協会員などに限られ、上映後、ゴダールは質疑に応じた（通訳は岩崎力）。
同年6月24日から7月5日にかけて開催された第16回ベルリン国際映画祭に出品され、青少年向映画賞を受賞。また、ジャン＝ピエール・レオは最優秀男優賞を受賞した。
同年10月11日から19日にかけて第4回「フランス映画祭」が東京の東商ホールと草月ホールで開催された。『アルファヴィル』『気狂いピエロ』『男性・女性』のほか、『戦争は終った』『城の生活』『創造物』『悲しみの天使』『317小隊』『バルタザールどこへ行く』など計23本の映画が上映された。本作品は10月19日に上映された。
1968年7月20日、日本で一般公開された。

## スタッフ
- 監督　ジャン＝リュック・ゴダール
- 脚本　ギ・ド・モーパッサン、ジャン＝リュック・ゴダール
- 撮影　ウィリー・クーラン
- 音楽　ジャン＝ジャック・ドゥブー
- 編集　アニエス・ギュモ
- 助監督　ジャック・バラティエ、ベルナール・トゥブラン＝ミシェル
- 製作主任　フィリップ・デュサール
- プロデューサー　アナトール・ドーマン
- 製作会社　スヴェンスク・フィルムインドゥストリ（ストックホルム）、アヌーシュカ・フィルム（パリ）、アルゴス・フィルム（同）、サンドリューズ（ストックホルム）

## キャスト
- ジャン＝ピエール・レオ　（ポール）
- シャンタル・ゴヤ　（マドレーヌ）
- マルレーヌ・ジョベール　（エリザベート）
- ミシェル・ドゥボール　（ロベール）
- カトリーヌ＝イザベル・デュポール　（カトリーヌ）
- エヴァ＝ブリット・ストランドベルイ　（彼女、スウェーデン映画の中の女）
- ビルイェル・マルムステーン　（彼、スウェーデン映画の中の男）
- イヴ・アフォンソ　（自殺者）
- ブリジット・バルドー　（カフェの女）
- アントワーヌ・ブルセイエ　（カフェの男）
- フランソワーズ・アルディ　（役人の妻）
- エルザ・ルロイ　（19歳の少女）
- シャンタル・ダルジェ　（地下鉄の女）
- メド・オンド　（地下鉄の男）
- ドミニク・ザルディ　（雑誌を読む男）
- アンリ・アタル

## 評価
レビュー・アグリゲーターのRotten Tomatoesでは46件のレビューで支持率は96%、平均点は8.40/10となった。Metacriticでは14件のレビューを基に加重平均値が93/100となった。